# Habrosia spinuliflora
Habrosia spinuliflora es la única especie del género monotípico Habrosia y también el único miembro de la tribu Habrosieae, perteneciente a la familia Caryophyllaceae. Es natural de Siria.

## Taxonomía
Habrosia spinuliflora fue descrito por Eduard Fenzl y publicado en Botanische Zeitung (Berlin) 1: 323–324. 1843.
Sinonimia
- Alsine spinuliflora Fenzl
- Arenaria spinuliflora Ser.[3]